# Abludomelita lignophila
Abludomelita lignophila är en kräftdjursart. Abludomelita lignophila ingår i släktet Abludomelita och familjen Melitidae. Inga underarter finns listade i Catalogue of Life.